# ناردين صغير تكساني
ناردين صغير تكساني (الاسم العلمي: Valerianella texana) هو نوع من النباتات يتبع جنس الناردين الصغير من فصيلة معزية الورق.